# Burgundy School of Business
Burgundy School of Business (École supérieure de commerce de Dijon-Bourgogne) je europska poslovna škola s razvedenim kampusom smještenim u Parizu, Lyonu i Dijonu. Osnovana 1899.
BSB je Financial Times 2019. rangirao na 81. mjesto među europskim poslovnim školama.
Svi programi imaju trostruku akreditaciju međunarodnih udruga CGE, EQUIS, i AACSB. Škola ima istaknute apsolvente u poslovnom svijetu i u politici, kao što su primjerice Stéphane Baschiera (CEO Moët & Chandon) i Antoine Lesec (CEO Being).

## Vanjske poveznice
- Službena stranica